# Иван Шатев
Иван Поцев (Апостолов) Шатев е български революционер, деец на Вътрешната македоно-одринска революционна организация.

## Биография
Иван Шатев е роден в Кратово, тогава в Османската империя. Негов брат е гемиджията Павел Шатев. По професия е търговец, а същевременно се присъединява към ВМОРО. През 1900-1901 година главен учител в Кратово е Владимир Карамфилов, който заедно с Иван Шатев и Тодор Александров ръководят на Кратовския околийски революционен комитет. През 1904 година Иван Шатев е член на Скопския окръжен комитет на ВМОРО.
Женен е за Павлина Попйорданова, сестра на Миле Попйорданов и Йордан Попйорданов.
Умира след 1918 година.